# M'Haya
M'Haya (arabisch المهاية) ist ein Ort und eine Landgemeinde (commune rurale) mit ca. 7000 Einwohnern in der Sais-Ebene in der Region Fès-Meknès im Norden Marokkos.

## Lage und Klima
M'Haya liegt etwa auf halber Strecke zwischen den Großstädten Fès und Meknès in ca. 475 m Höhe. Der Flughafen Fès-Saïss ist nur etwa 38 km (Fahrtstrecke) in östlicher Richtung entfernt. Das Klima ist meist warm; Regen (ca. 500–600 mm/Jahr) fällt überwiegend im Winterhalbjahr.

## Bevölkerung
| Jahr      | 1994  | 2004 | 2014 | 2024 |
| Einwohner | k. A. | 3952 | 5819 | 6965 |

Die Einwohner von M'Haya sind überwiegend berberischer Abstammung, doch die Umgangssprache ist meist Marokkanisches Arabisch. Hauptgrund des Bevölkerungswachstums in den letzten Jahrzehnten ist die Zuwanderung von Familien aus den umliegenden Dörfern (communes rurales).

## Wirtschaft
Die Bewohner des Ortes leben ganz überwiegend von der meist künstlich bewässerten Landwirtschaft (Getreide, Gemüse-, Oliven- und Obstanbau). Die von Rabat nach Oujda führende Nationalstraße N6 führt unmittelbar am Ort vorbei.